# Liste der Biografien/Tem
Liste der Biografien |
Portal Biografien |
Personensuche
# |
A |
B |
C |
D |
E |
F |
G |
H |
I |
J |
K |
L |
M |
N |
O |
P |
Q |
R |
S |
T |
U |
V |
W |
X |
Y |
Z |
?
 
Ta |
Tc |
Te |
Tf |
Tg |
Th |
Ti |
Tj |
Tk |
Tl |
Tm |
To |
Tq |
Tr |
Ts |
Tu |
Tv |
Tw |
Tx |
Ty |
Tz
 
Tea |
Teb |
Tec |
Ted |
Tee |
Tef |
Teg |
Teh |
Tei |
Tej |
Tek |
Tel |
Tem |
Ten |
Teo |
Tep |
Teq |
Ter |
Tes |
Tet |
Teu |
Tev |
Tew |
Tex |
Tey |
Tez
Die Liste der Biografien führt alle Personen auf, die in der deutschsprachigen Wikipedia einen Artikel haben. Dieses ist eine Teilliste mit 249 Einträgen von Personen, deren Namen mit den Buchstaben „Tem“ beginnt.

## Tem
- Tem, Gemahlin des altägyptischen Königs der 11. Dynastie Mentuhotep II.
- Tem, Ibedul, Oberhäuptling von Koror

### Tema
- Tema, Muzaffer (1919–2011), türkischer Schauspieler
- Temaj, Laureta (* 2002), kosovarische Fußballspielerin
- Temam, Roger (* 1940), französischer Mathematiker
- Temanza, Tommaso (1705–1789), venezianischer Architekt, Wasserbauingenieur und Historiker
- Temarii, Reynald (* 1967), tahitischer Fußballfunktionär
- Temaru, Oscar (* 1944), französischer Politiker (Französisch-Polynesien)
- Temáry, Elza (1905–1968), deutsch-US-amerikanische Schauspielerin
- Temawi, Khalid al- (* 1969), saudi-arabischer Fußballspieler

### Temb
- Tembo Nlandu, Philibert (* 1962), kongolesischer Ordensgeistlicher, Bischof von Budjala
- Tembo, Christon (1944–2009), sambischer Politiker
- Tembo, Dorothy Ng’ambi, sambische Diplomatin und UN-Funktionärin
- Tembo, Fwayo (* 1989), sambischer Fußballspieler
- Tembo, John (1932–2023), malawischer Politiker
- Tembo, Lily (1981–2009), sambische Musikerin, Radiomoderatorin, Journalistin und Aktivistin gegen Malaria
- Tembo, Martha (* 1998), sambische Fußballspielerin
- Tembo, Milton (* 1980), sambischer Fußballspieler
- Tembo, Zoe († 2001), sambische Menschenrechtlerin
- Tembridis, Jannulis (* 1955), deutscher Bildhauer und Maler mit griechischen Wurzeln
- Tembrock, Günter (1918–2011), deutscher Verhaltensforscher und Hochschullehrer

### Teme
- Teme, Jorge da Conceição (* 1964), osttimoresischer Politiker und Diplomat
- Temel, Abdurrahman (* 1950), türkischer Fußballspieler
- Temel, Can (* 1991), deutscher Ruderer
- Temel, Cantuğ (* 1994), türkischer Fußballtorhüter
- Temel, Robert (* 1969), österreichischer Journalist, Architektur- und Stadtforscher
- Temel, Serkan (* 1985), deutsch-türkischer Film- und Theaterschauspieler
- Temel, Sevgi (* 1995), türkische Schauspielerin
- Temelkov, Vladimir (* 1980), mazedonischer Handballspieler
- Temelkuran, Ece (* 1973), türkische Juristin, Journalistin und SchriftstellerinEce Temelkuran (* 1973)

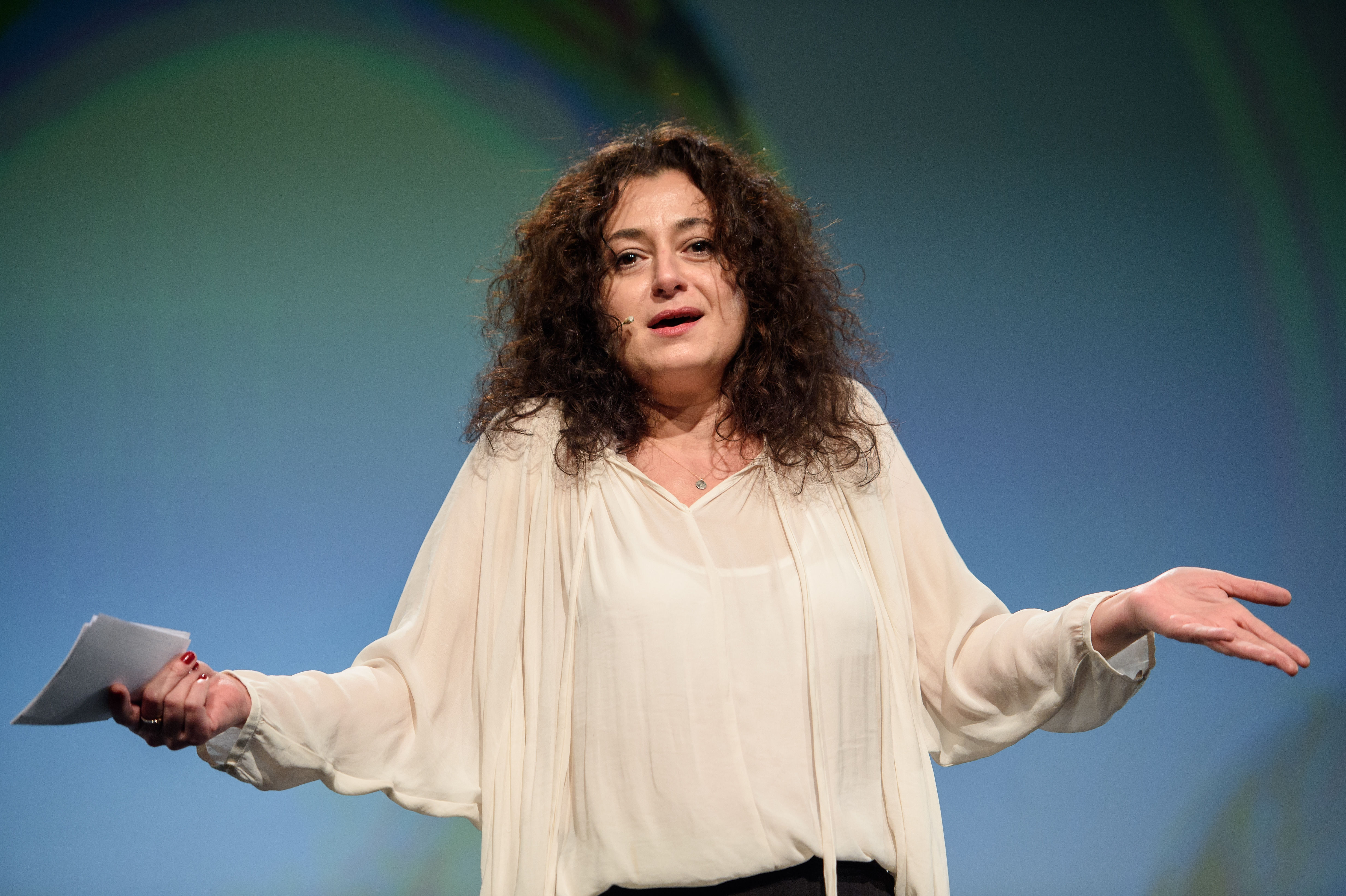
Ece Temelkuran (* 1973)

- Temeller, Tuncay (* 1948), türkischer Fußballspieler und -trainer
- Temelli, Sezai (* 1963), türkischer Politiker
- Temelli, Yasmin, deutsche Romanistin
- Temeltaş, Timur (* 1992), deutsch-türkischer Fußballspieler
- Temengil, Baklai (* 1966), palauische Ministerin und Sportfunktionärin
- Temengil, Florian (* 1986), palauischer Ringer
- Temer, Marcela (* 1983), brasilianisches Model, First Lady von Brasilien
- Temer, Michel (* 1940), brasilianischer Politiker (Partido do Movimento Democrático Brasileiro)Michel Temer (* 1940)

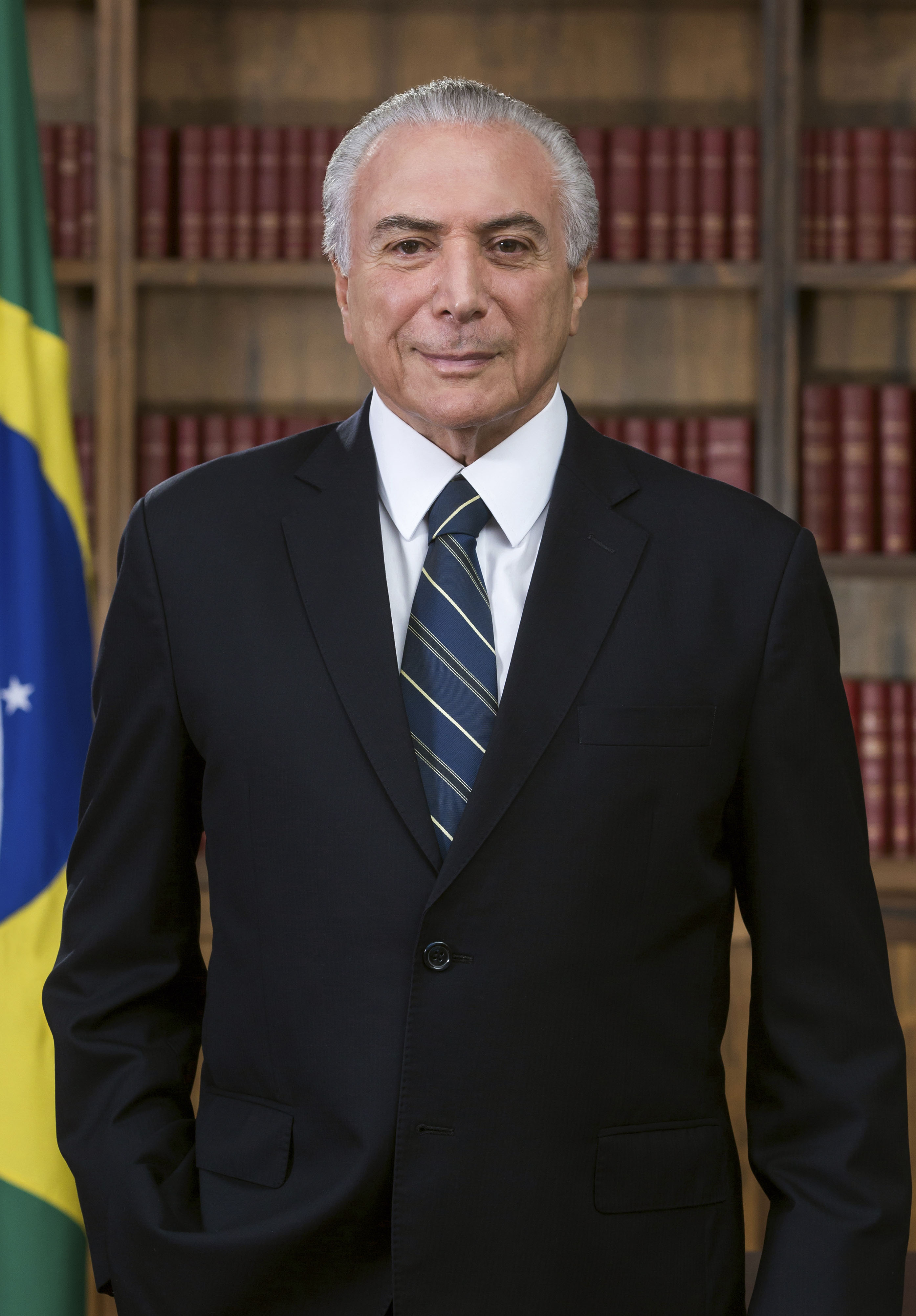
Michel Temer (* 1940)

- Temerewa, Jelena Nikolajewna (* 1976), sowjetisch-russische Zoologin und Hochschullehrerin
- Temerlin, Maurice (1924–1988), US-amerikanischer Psychologe und Autor
- Temerson, Tomy (* 1973), deutscher Zitherspieler
- Temerty, James C. (* 1941), kanadischer Unternehmer
- Temes, Bernadett (* 1986), ungarische Handballspielerin
- Temes, Judit (1930–2013), ungarische Schwimmerin
- Temesvári, Andrea (* 1966), ungarische Tennisspielerin

### Temg
- Temguia, Mélé (* 1995), kanadischer Fußballspieler

### Temi
- Temianka, Henri (1906–1992), US-amerikanischer Violinist und Orchestergründer
- Temido, Marta (* 1974), portugiesische Gesundheitsökonomin und Politikerin
- Témime, Émile (1926–2008), französischer Historiker
- Temin, Howard M. (1934–1994), US-amerikanischer BiologeHoward M. Temin (1934–1994)

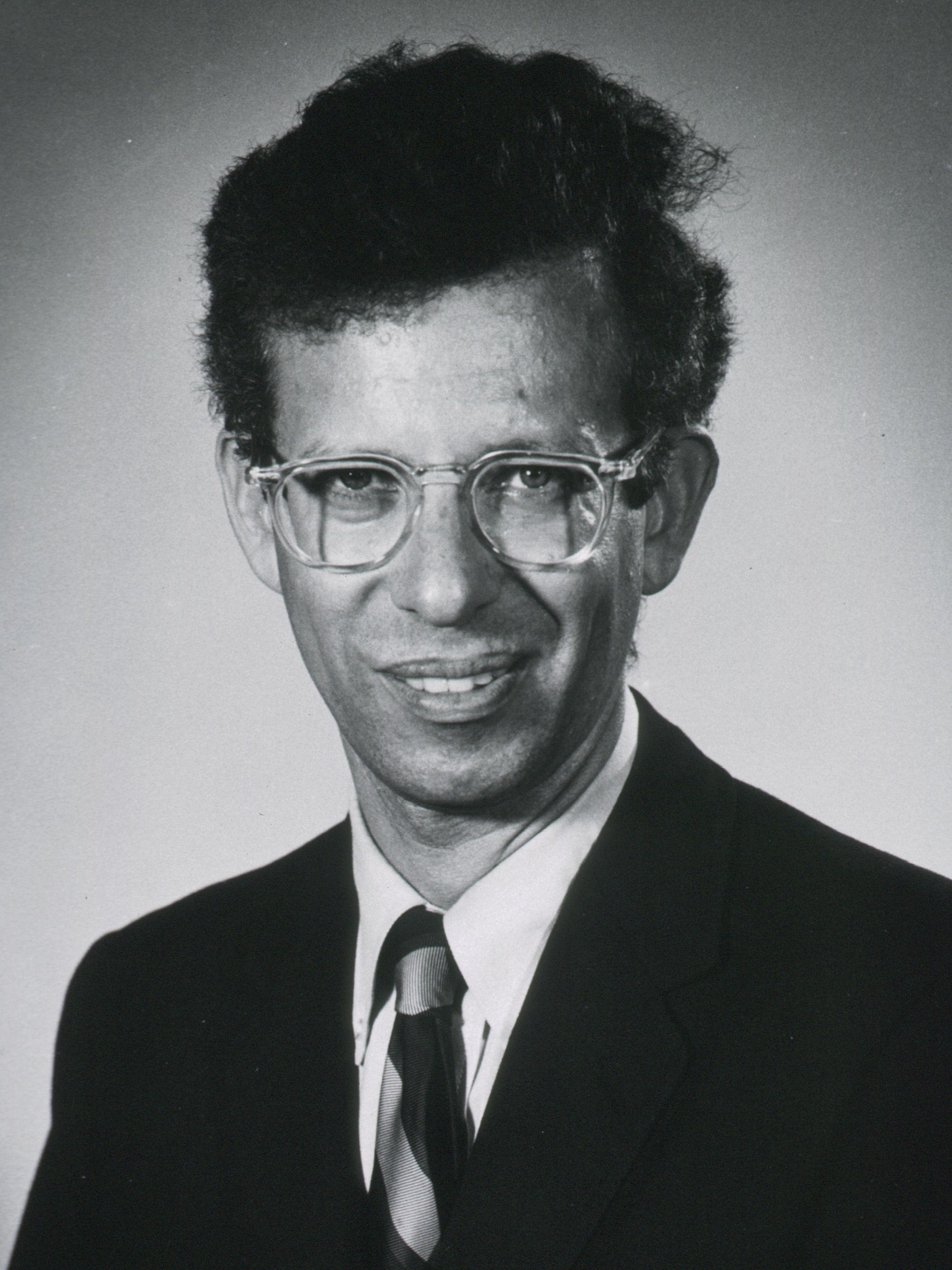
Howard M. Temin (1934–1994)

- Temin, Marie (* 1992), französische Tennisspielerin
- Temin, Peter (1937–2025), amerikanischer Wirtschaftswissenschaftler
- Temir, Ahmet (1912–2003), türkischer Turkologe tatarischer Herkunft
- Temirbajew, Serikbai (* 1961), kasachischer Schachspieler
- Temirgalijew, Rustam Ilmirowitsch (* 1976), russischer Politiker tatarischer Herkunft
- Temirkanow, Juri Chatujewitsch (1938–2023), russischer Dirigent
- Temirova, Muyassar (* 1941), usbekisch-sowjetische Juwelierin
- Temiz, Okay (* 1939), türkischer Jazz-Schlagzeuger und Perkussionist
- Temizkanoğlu, Ogün (* 1969), türkischer Fußballspieler

### Temk
- Temka-Rostowski, Iwan Iwanowitsch († 1514), russischer Prinz und Mitglied des Staatsdienstes des Großfürstentums Moskau
- Temkin, Owsei (1902–2002), deutsch-amerikanischer Arzt und Medizinhistoriker
- Temkin, Sefton D. (1917–1996), britisch-US-amerikanischer Historiker
- Temko, Allan (1924–2006), US-amerikanischer Architekt und Architekturkritiker

### Teml
- Teml, Hubert (* 1947), österreichischer Buchautor, Universitätsprofessor und Psychotherapeut
- Teml, Jiří (* 1935), tschechischer Komponist
- Temler, Adolph Friedrich Rudolph (1766–1835), deutscher Maler und Zeichenlehrer
- Temlin, Ferenc, lutherischer Pastor in der Region Prekmurje
- Temlitz, Klaus (1941–2022), deutscher Geograph und Honorarprofessor an der Westfälischen Wilhelms-Universität Münster, Institut für Geographie
- Temljakow, Wladimir Nikolajewitsch (* 1953), russisch-US-amerikanischer Mathematiker und Hochschullehrer

### Temm
- Temmar, Abdelhamid (* 1938), algerischer Politiker und Wirtschaftswissenschaftler
- Temme, Andrea (* 1981), deutsche Skispringerin
- Temme, Jens (* 1978), deutscher Basketballspieler
- Temme, Jodocus (1798–1881), deutscher Politiker, Jurist und Schriftsteller
- Temme, Johann Georg (1835–1915), Mitglied des Kurhessischen Kommunallandtages
- Temme, Roland (1953–2021), deutscher Musikmanager und Konzertveranstalter
- Temmel, Hermann (1825–1898), deutscher Schauspieler, Regisseur und Theaterdirektor
- Temmel, Leopold (1913–2000), österreichischer evangelisch-lutherischer Theologe
- Temmel, Swen (* 1991), österreichischer Schauspieler
- Temmel, Walter (* 1961), österreichischer Politiker (ÖVP), Landtagsabgeordneter, Mitglied des Bundesrates
- Temmel, Wolfgang (* 1953), österreichischer Multimedienkünstler
- Temmen, Horst (* 1951), deutscher Verleger
- Temmen, Johann (1886–1959), deutscher Politiker (SPD), MdB
- Temmer, Georges Maxime (1922–1997), US-amerikanischer Physiker
- Temmerman, Gilbert (1928–2012), belgischer Politiker
- Temmerman, Jennifer De (* 1977), französische Politikerin
- Temmerman, Marleen (* 1953), belgische Gynäkologin und Politikerin
- Temminck, Coenraad Jacob (1778–1858), niederländischer Zoologe mit Schwerpunkt Ornithologie
- Temming, Bernhard (1902–1986), deutscher Schriftsetzer, Drucker und Grafiker
- Temming, Charlotte (1903–1984), deutsche Schriftstellerin
- Temming, Felipe (* 1974), deutscher Rechtswissenschaftler und Hochschullehrer
- Temming, Hubert (1901–1958), deutscher Schauspieler
- Temming, Max (1883–1969), deutscher Kaufmann
- Temmingh, Stefan (* 1978), südafrikanischer Blockflötist
- Temmink, René (* 1960), niederländischer Fußballschiedsrichter
- Temmu († 686), 40. Tennō von Japan

### Temn
- Temnikow, Iwan Wiktorowitsch (* 1989), russischer Fußballspieler
- Temnitschka, Maria (* 1961), österreichische Künstlerin
- Temnyzkyj, Wolodymyr (1879–1938), ukrainischer Politiker

### Temo
- Temo, Selim (* 1972), kurdischer Schriftsteller, Poet, Akademiker und Übersetzer

### Temp
- Tempah, Tinie (* 1988), britischer Grime-RapperTinie Tempah (* 1988)

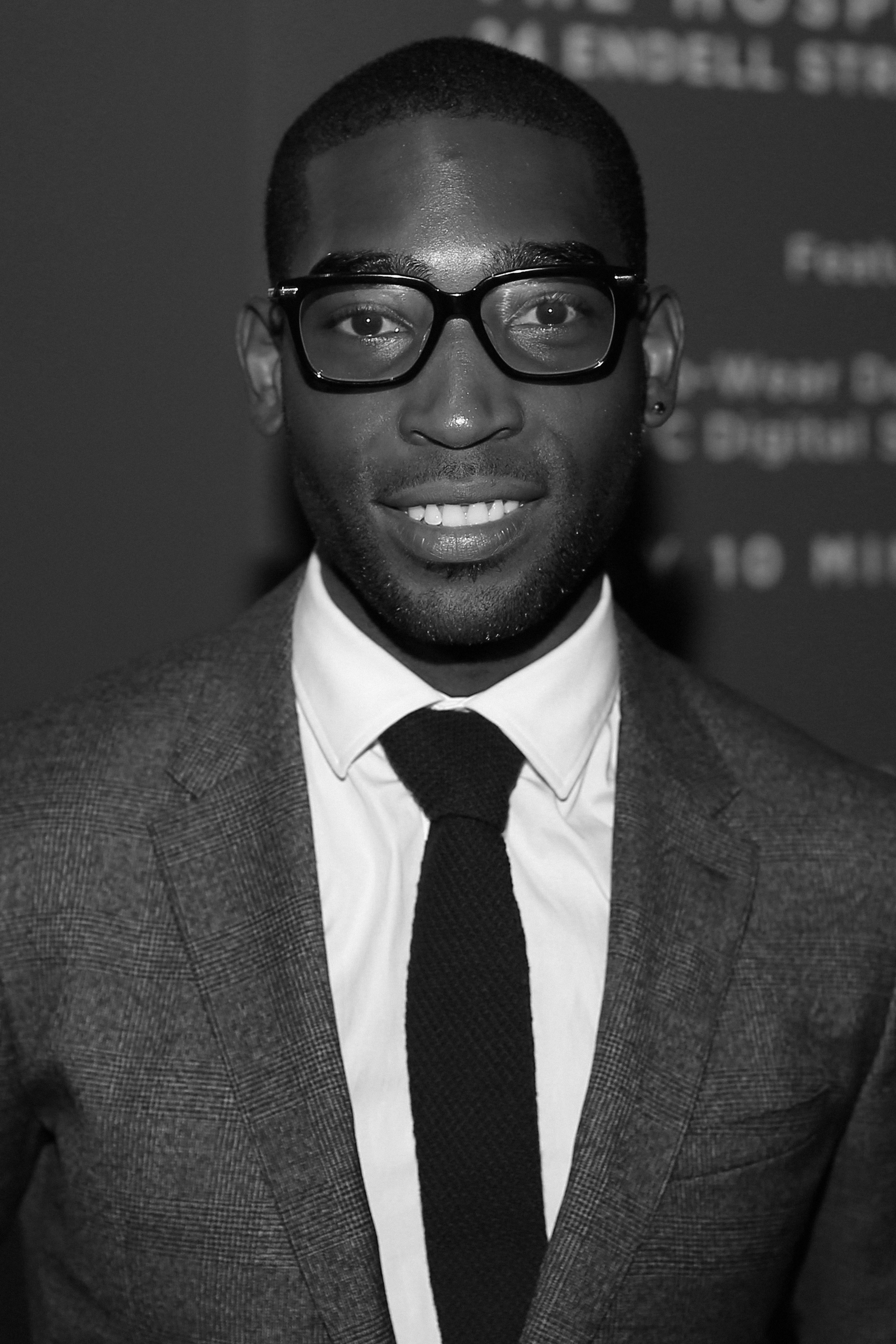
Tinie Tempah (* 1988)

- Tempea, Radu (1768–1824), rumänischer orthodoxer Priester, Pädagoge, Grammatiker und Rumänist
- Tempel, Abraham Lambertsz. van den († 1672), niederländischer Maler
- Tempel, Dieter (1938–2021), deutscher Arzt und Politiker (SPD), MdL
- Tempel, Ernst Wilhelm Leberecht (1821–1889), Astronom und Lithograf
- Tempel, Frank (* 1969), deutscher Politiker (Die Linke), MdB
- Tempel, Georg F. W. (* 1959), deutscher Redakteur
- Tempel, Heidrun (* 1958), deutsche Diplomatin
- Tempel, Helga (* 1932), deutsche Pädagogin, Quäker und Pazifistin
- Tempel, Hermann (1878–1959), sächsischer Abgeordneter
- Tempel, Hermann (1889–1944), deutscher Politiker (SPD), MdR
- Tempel, Ina (* 1978), deutsche Theater- und Filmschauspielerin
- Tempel, Jany (* 1969), deutsche Schauspielerin, Drehbuchautorin und RegisseurinJany Tempel (* 1969)

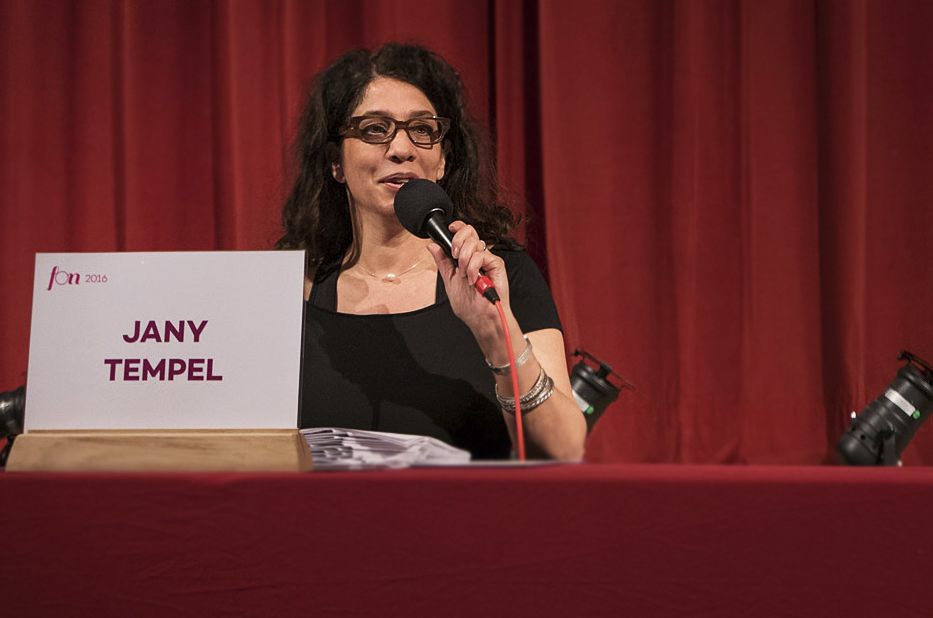
Jany Tempel (* 1969)

- Tempel, Karl (1904–1940), deutscher Jurist, Kommunalpolitiker und SS-Führer
- Tempel, Katrin (* 1967), deutsche Schriftstellerin und Journalistin
- Tempel, Konrad (* 1932), deutscher Pädagoge
- Tempel, Markus (* 1965), polnischer Skeletonpilot
- Tempel, Marlis (1929–2015), deutsche Tierschützerin und Politikerin (SPD)
- Tempel, Michael (* 1954), deutscher Arzt und ehemaliger Sanitätsoffizier
- Tempel, Olivier van den (1540–1603), Feldherr
- Tempel, Peter (* 1938), deutscher Fußballspieler
- Tempel, Peter (* 1955), deutscher Diplomat
- Tempel, Rainer (* 1971), deutscher Jazz-Pianist, Bandleader und Komponist
- Tempel, Richard (* 1886), Präsident der sächsischen Landesversicherungsanstalt
- Tempel, Sylke (1963–2017), deutsche Journalistin und Buchautorin
- Tempel, Wilhelm (1905–1983), deutscher Jurist, Mitbegründer des NS-Studentenbundes
- Tempel, Wilhelm (1908–1946), deutscher Arbeitsdienst- und Rapportführer in Außenlagern des KZ Dachau
- Tempel, Wolf-Dieter (1937–2017), deutscher Archäologe
- Tempelhof, Lissy (1929–2017), deutsche Schauspielerin
- Tempelhoff, Georg Friedrich von (1737–1807), preußischer Generalleutnant, Mathematiker, Militär-Wissenschaftler und Musik-Schriftsteller
- Tempelhoff, Hans-Georg von (1907–1985), deutscher Offizier, zuletzt Brigadegeneral der Bundeswehr
- Tempelhoff, Kurt von (1863–1935), deutscher Rittergutsbesitzer und Parlamentarier
- Tempelhoff, Nicki von (* 1968), deutscher Schauspieler
- Tempelman, Olof (1745–1816), schwedischer Architekt
- Tempelmann, Fritz (1921–1991), deutscher Reitmeister
- Tempelmann, Lino (* 1999), deutscher Fußballspieler
- Tempelmeier, André (* 1967), deutscher Handballspieler
- Tempelmeier, Horst (* 1952), deutscher Logistikwissenschaftler und Hochschullehrer
- Tempels, Placide (1906–1977), belgischer Missionar
- Tempeltey, Eduard (1832–1919), deutscher Theaterdirektor, Schriftsteller und Politiker
- Tempeltey, Julius (1802–1870), deutscher Maler und Lithograf
- Temper, Adolph (1827–1905), deutscher Politiker (NLP), MdR, MdL (Königreich Sachsen)
- Tempera, Vincenzo (* 1946), italienischer Filmkomponist, Arrangeur und Keyboarder
- Temperley, Alice (* 1975), britische Modedesignerin
- Temperley, Harold (1879–1939), britischer Historiker
- Temperley, Harold Neville Vazeille (1915–2017), britischer Physiker
- Temperley, Joe (1929–2016), britischer Jazz-Saxophonist
- Temperton, Rod (1949–2016), britischer Songwriter, Musikproduzent und Musiker
- Tempest, Joey (* 1963), schwedischer Rockmusiker
- Tempest, Kae (* 1985), britische/r Rapper/in, Lyriker/in, Theater- und Romanautor/inKae Tempest (* 1985)

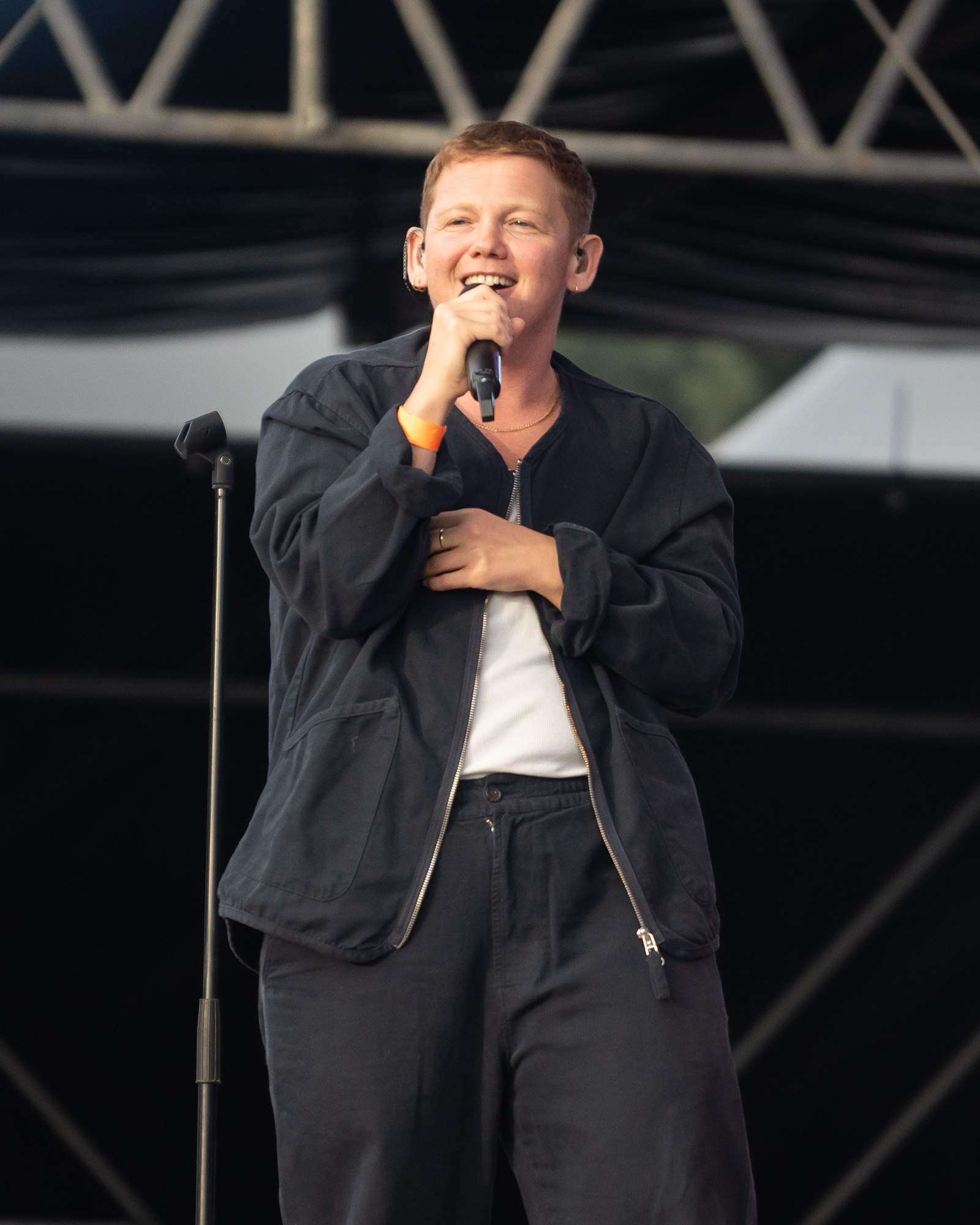
Kae Tempest (* 1985)

- Tempest, Marco (* 1964), Schweizer Zauberkünstler
- Tempest, Richard († 1488), englischer Ritter
- Tempesta, Antonio († 1630), italienischer Maler, Zeichner und Radierer
- Tempesta, John (* 1964), US-amerikanischer Schlagzeuger
- Tempesta, Nicola (1935–2021), italienischer Judoka
- Tempesta, Orani João (* 1950), brasilianischer Ordensgeistlicher, römisch-katholischer Erzbischof von Rio de Janeiro
- Tempesti, Stefano (* 1979), italienischer Wasserballspieler
- Tempfli, József (1931–2016), rumänischer Geistlicher, römisch-katholischer Bischof von Oradea Mare
- Tempi, Luca Melchiore (1688–1762), italienischer Kardinal und Diplomat
- Tempier, Étienne († 1279), Bischof von Paris
- Tempka, Władysław (1889–1942), polnischer Rechtsanwalt und Politiker
- Templ, Florian (* 1988), österreichischer Fußballspieler
- Templ, Stephan (* 1960), österreichischer Architekt, Journalist, Publizist und Ausstellungskurator
- Templar, Jacob (* 1992), australischer American-Football-Spieler auf der Position des Punters
- Temple, Derek (* 1938), englischer Fußballspieler
- Temple, Ed (1927–2016), US-amerikanischer Leichtathletiktrainer
- Temple, Ella Dunbar (1918–1998), peruanische Historikerin und Hochschullehrerin
- Temple, Frederick (1821–1902), Erzbischof von Canterbury
- Temple, Garrett (* 1986), US-amerikanischer Basketballspieler
- Temple, George (1901–1992), englischer Mathematiker und Physiker
- Temple, Hans (1857–1931), mährisch-österreichischer Genre- und Porträtmaler
- Temple, Henry Wilson (1864–1955), US-amerikanischer Politiker
- Temple, Henry, 3. Viscount Palmerston (1784–1865), britischer Politiker, Mitglied des House of Commons und Premierminister
- Temple, Herbert R. Jr. (1928–2024), US-amerikanischer Offizier, Generalleutnant der US Army
- Temple, Hope (1859–1938), irische Liedschreiberin und Komponistin
- Temple, Julien (* 1953), britischer Filmregisseur
- Temple, Juno (* 1989), britische Schauspielerin
- Temple, Lew (* 1967), US-amerikanischer Schauspieler
- Temple, Matthew (* 1999), australischer Schwimmer
- Temple, Merdith W. B. (1953–2020), US-amerikanischer Offizier, Generalmajor der US-Army
- Temple, Peter (1946–2018), australischer Krimischriftsteller
- Temple, Richard, 1. Viscount Cobham (1675–1749), britischer Feldmarschall und Politiker
- Temple, Robbie (* 1986), englischer Squashspieler
- Temple, Sam (* 1972), britischer Freestyle-Skier
- Temple, Shirley (1928–2014), US-amerikanische Schauspielerin, Sängerin, Tänzerin und DiplomatinShirley Temple (1928–2014)

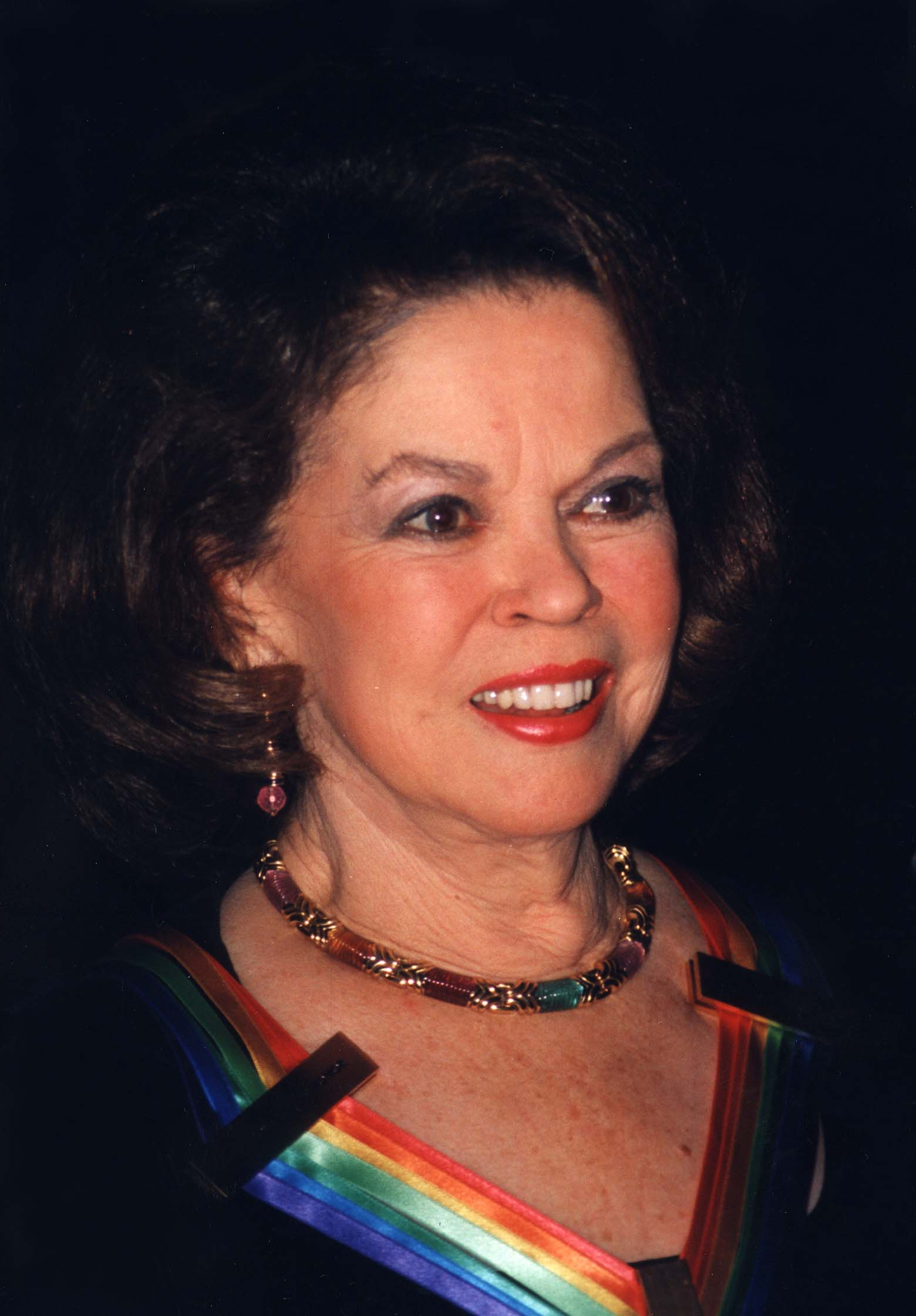
Shirley Temple (1928–2014)

- Temple, William (1814–1863), US-amerikanischer Händler und Politiker
- Temple, William (1881–1944), Erzbischof von Canterbury (1942–1944)
- Temple, William F. (1914–1989), britischer Science-Fiction-Autor
- Temple, William, 1. Baronet (1628–1699), englischer Staatsmann, Schriftsteller und Diplomat
- Temple-Gore-Langton, James, 9. Earl Temple of Stowe (* 1955), britischer Adliger
- Temple-Morris, Peter, Baron Temple-Morris (1938–2018), britischer Politiker (Conservative Party, Labour Party), Mitglied des House of Commons
- Temple-Murray, Victoria (* 1994), englische Squashspielerin
- Temple-Nugent-Brydges-Chandos-Grenville, Richard, 2. Duke of Buckingham and Chandos (1797–1861), britischer Adliger und Politiker (Tories)
- Temple-Nugent-Brydges-Chandos-Grenville, Richard, 3. Duke of Buckingham and Chandos (1823–1889), britischer Politiker, Unterhausabgeordneter und Peer
- Templeman, Alfie (* 2003), englischer Singer-Songwriter
- Templeman, Clark (1919–1962), US-amerikanischer Rennfahrer
- Templeman, Sydney, Baron Templeman (1920–2014), britischer Jurist
- Templeman, Ted (* 1944), US-amerikanischer Rockmusikproduzent
- Templeman, William (1842–1914), Politiker der Liberalen Partei Kanadas
- Templemore-Finlayson, Amber, britische Film- und Fernsehregisseurin
- Templer von Tyrus, Ritter des Templerordens, Chronist
- Templer, Gerald (1898–1979), britischer Feldmarschall, Chef des Imperialen Generalstabes
- Templer-Kuh, Sophie (1916–2021), deutsche Ehrenvorsitzende der Internationalen Otto Gross Gesellschaft
- Templeton, Alec (1909–1963), britischer Komponist, Pianist, Radio- und Fernsehmoderator
- Templeton, Amadeus (* 1975), deutscher Cellist und Kulturmanager
- Templeton, Charles A. (1871–1955), US-amerikanischer Politiker
- Templeton, David (* 1989), schottischer Fußballspieler
- Templeton, Dink (1897–1962), US-amerikanischer Rugby-Union-Spieler, Leichtathlet und Leichtathletiktrainer
- Templeton, Ed (* 1972), US-amerikanischer SkateboarderEd Templeton (* 1972)

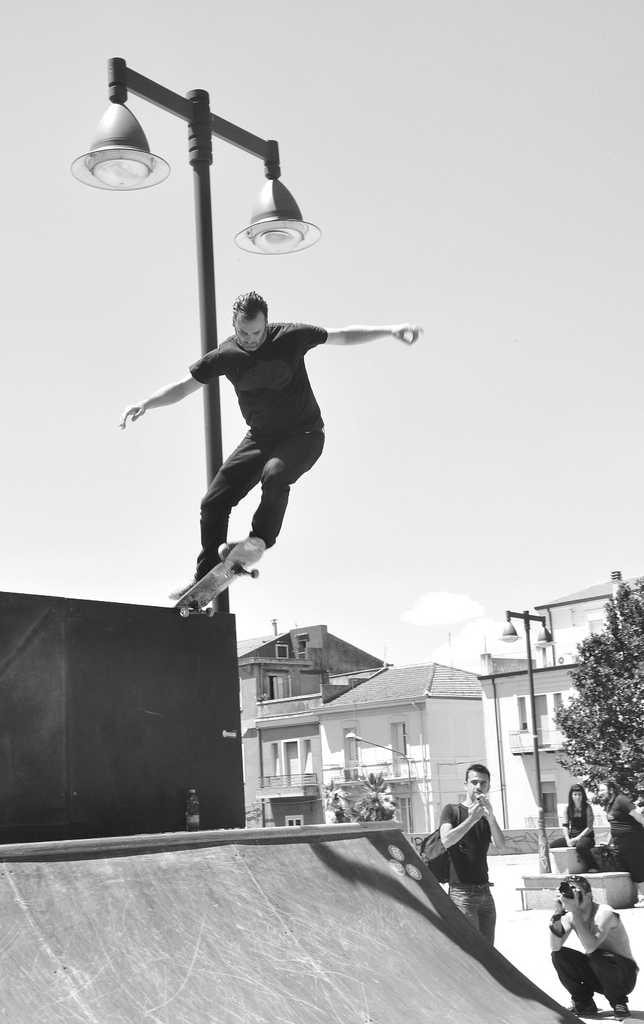
Ed Templeton (* 1972)

- Templeton, Evie (* 2008), britische Schauspielerin
- Templeton, Gavin (* 1978), amerikanischer Jazzmusiker (Saxophone, Komposition)
- Templeton, George (1906–1980), US-amerikanischer Filmregisseur, Produzent, Regieassistent und Produktionsmanager
- Templeton, John Marks (1912–2008), britischer Gründer des Templeton Growth Fonds
- Templeton, Lieselotte (1918–2009), deutsch-US-amerikanische Kristallographin
- Templeton, Robert (1802–1892), britischer Entomologe und Zoologe
- Templeton, Suzie (* 1967), britische Regisseurin von Trickfilmen
- Templeton, Thomas W. (1867–1935), US-amerikanischer Politiker
- Templeton, Ty (* 1962), kanadischer Comicautor und Zeichner
- Templin, Ernest Hall (1899–1961), US-amerikanischer Romanist und Hispanist
- Templin, Hans-Gerhard (* 1936), deutscher Maler und Grafiker
- Templin, Jean (1928–1980), polnisch-französischer Fußballspieler
- Templin, Lutz (1901–1973), deutscher Saxophonist, Bandleader und Arrangeur
- Templin, Susa (* 1965), deutsche Fotografin
- Templin, Wolfgang (* 1948), deutscher Bürgerrechtler und DDR-OppositionellerWolfgang Templin (* 1948)

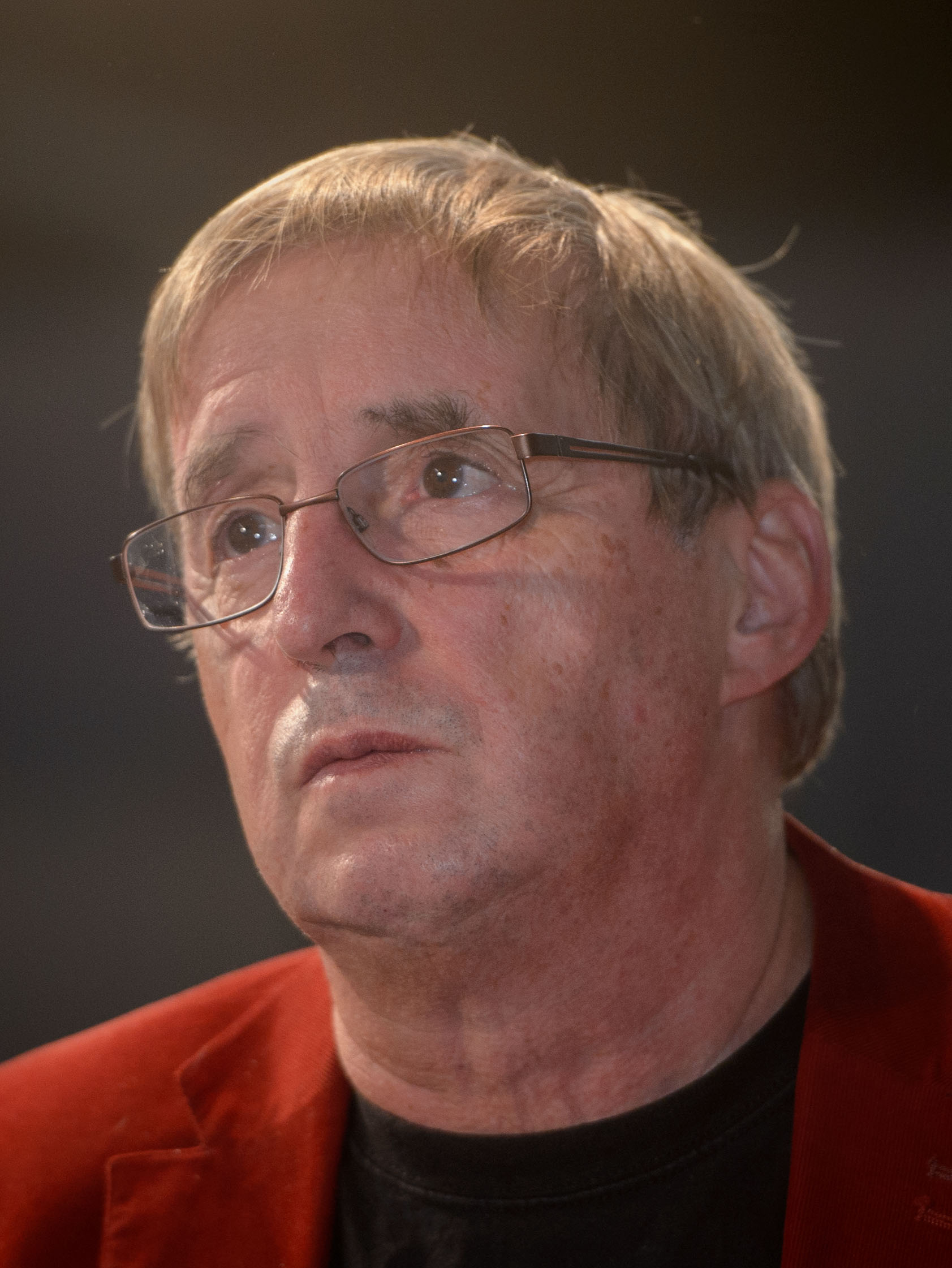
Wolfgang Templin (* 1948)

- Templon, Daniel (* 1945), französischer Galerist und Kunsthändler
- Tempo, Nino (1935–2025), US-amerikanischer Pop- und Jazzmusiker
- Tempone, Raul Fidel (* 1969), uruguayischer Mathematiker
- Temporal, Jean, französischer Übersetzer, Autor und Verleger
- Temporal, Marcel (1881–1964), französischer Puppenspieler, Bühnenbildner, Architekt, Bildhauer, Graveur, Zeichner und Autor
- Temporini-Gräfin Vitzthum, Hildegard (1939–2004), deutsche Althistorikerin
- Tempowski, Boleslaw (1921–2008), französischer Fußballspieler und -trainer
- Temps, Friedrich (* 1955), deutscher Chemiker und Hochschullehrer
- Tempsky, Friedrich (1821–1902), österreichisch-böhmischer Buchhändler, Verleger und Politiker
- Tempsky, Gustav von (1828–1868), preußischer Abenteurer, Offizier und Maler
- Tempsky, Otto Friedrich von (1706–1773), preußischer Oberst
- Tempti-Agun, elamitischer Herrscher
- Tempti-Huban-Inšušinak († 653 v. Chr.), elamitischer König

### Temr
- Temresow, Raschid (* 1976), russischer Politiker, Leiter der russischen Teilrepublik Karatschai-Tscherkessien
- Temrezov, Novruz (* 1981), russischer bzw. aserbaidschanischer Ringer

### Tems
- Tems (* 1995), nigerianische Sängerin, Songwriterin und PlattenproduzentinTems (* 1995)

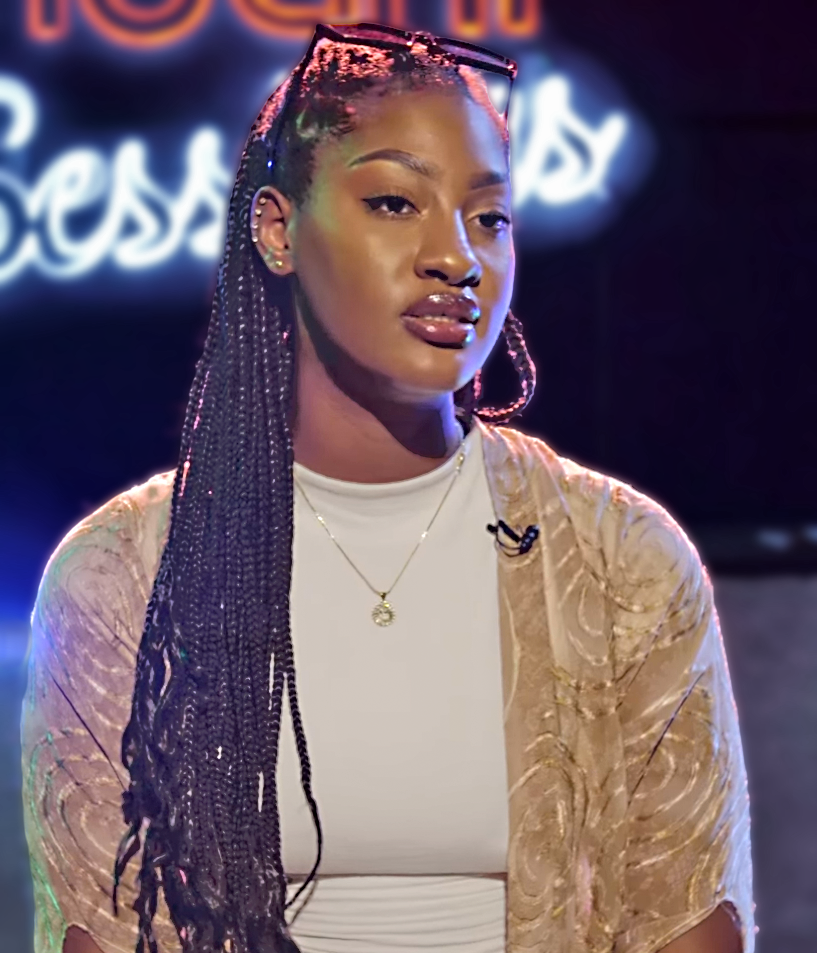
Tems (* 1995)

### Temt
- Temtchine, Sybil (* 1970), US-amerikanische Schauspielerin
- Temte, Rune (* 1965), norwegischer Filmschauspieler

### Temu
- Temu, Naftali (1945–2003), kenianischer Langstreckenläufer und Olympiasieger
- Temu, Puka, papua-neuguineischer Politiker
- Temülen, Schwester von Temüjin (Dschinghis Khan)
- Temür, Mahmut (* 1989), türkischer Fußballspieler
- Temur, Orhan (* 1960), türkischer Sänger, Komponist, Instrumentalist
- Temüüdschin, Pürewdschawyn (* 1994), mongolischer Taekwondoin
- Temüülen, Battulgyn (* 1989), mongolischer Judoka

### Temw
- Temwanjera, Mike (* 1982), simbabwischer Fußballspieler